# Foxford
Foxford (irisch Béal Easa; dt. etwa: „Mündung des Wasserfalls“) ist eine Landstadt im County Mayo im Westen der Republik Irland. Foxford wurde früher irisch Béal Átha Sionnaigh („Mündung [an der] Fuchsfurt“) genannt, nach einem Felsen in der Form eines Fuchses im River Moy, woraus sich der englische Name herleitet.

## Der Ort
Foxford liegt im nordöstlichen Teil der Grafschaft Mayo, östlich von Lough Conn und Lough Cullin am Moy. Die Kleinstadt entwickelte sich um die Woolen Mills herum, in der seit 1892 die Foxford blankets produziert werden; heute ist hier eines der Besucherzentren der Provinz Connacht zu finden. Gelegen zwischen Nephin und Ox Mountains, stellt der Tourismus eine der Haupteinnahmequellen für den Ort dar; der 86 km lange Foxford Way erschließt dabei als markierter Wanderweg die Sehenswürdigkeiten verschiedener Art, die die Gegend zu bieten hat. Mitten durch Foxford führt der weithin bekannte Lachsfluss Moy.
Das Portal Tomb von Prebaun liegt am südwestlichen Ende der Ox Mountains nahe dem Foxford Way, nordöstlich von Foxford.
Beim Census 2022 lebten in Foxford 1452 Personen. Dagegen waren es 1996 lediglich 944 Einwohner.

## Verkehrsanbindung
Foxford liegt 16 km südlich von Ballina an der Nationalstraße N26 von Ballina nach Swinford an der N5. Mit Castlebar, etwa 20 Kilometer südwestlich gelegen, ist Foxford über die N58 verbunden.
An den Schienenverkehr in Irland ist Foxford seit 1988, nach der Wiedereröffnung des 1963 geschlossenen Bahnhofs, via Ballina branch line und Manulla Junction zur InterCity-Strecke Dublin–Westport der Iarnród Éireann wieder angeschlossen.

## Partnerschaft
Seit 2008 besteht eine Partnerschaft mit der nordfranzösischen Gemeinde Villers-la-Chèvre.